# David Anderson (2e vicomte Waverley)
Pour les articles homonymes, voir David Anderson.
David Alastair Pearson Anderson, 2e vicomte Waverley (18 février 1911 - 21 février 1990) est un pair et médecin britannique. Il suit une formation de médecin en Allemagne et en Angleterre, sert dans la Royal Air Force pendant la Seconde Guerre mondiale, puis se spécialise comme cardiologue. Ayant succédé à son père en tant que vicomte Waverley en 1958, il siège également à la Chambre des lords où il s'exprime régulièrement sur la santé,.

## Jeunesse et éducation
Il est le fils de John Anderson, plus tard 1er vicomte Waverley, il fait ses études au Malvern College. Il étudie la médecine à l'Université Goethe de Francfort et au Pembroke College, Cambridge, obtenant un baccalauréat en médecine, un baccalauréat en chirurgie (MB, BChir) en 1937,. Il termine sa formation clinique à la St Thomas's Hospital Medical School de Londres.

## Carrière
De 1938 à 1939, Anderson est médecin junior à l'hôpital St Thomas de Londres,. Avec le déclenchement de la Seconde Guerre mondiale, il se porte volontaire et rejoint la branche médicale de la Royal Air Force. Il est nommé le 25 septembre 1939 au grade d'officier d'aviation. Il est l'un des rares médecins de la RAF à avoir également reçu une formation de pilote. Il est promu lieutenant d'aviation le 25 septembre 1940 et chef d'escadron temporaire le 1er juillet 1943. Il est démobilisé après la fin de la guerre en 1945, et il renonce à sa commission en 1956 après avoir atteint l'âge de 45 ans.
Après la guerre, il retourne à l'hôpital St Thomas et s'intéresse à la cardiologie. En 1951, il rejoint le Reading Group of Hospitals où il travaille comme consultant au Royal Berkshire Hospital de Reading. Il développe sa propre unité d'enseignement à l'hôpital et publie également un certain nombre d'articles sur les troubles cardiaques et vasculaires. Il prend sa retraite en 1976.
Anderson succède à son père comme vicomte Waverley à la mort de ce dernier le 4 janvier 1958. Il prend son siège à la Chambre des Lords le 20 mai 1958  et prononce son premier discours le 19 novembre 1959 lors d'un débat sur le service hospitalier.

## Vie privée
Le 13 novembre 1948, Anderson épouse Lorna Myrtle Ann Ledgerwood (1925–2013). Ensemble, ils ont trois enfants: un fils et deux filles. Leur fils, John Anderson, succède à son père en tant que 3e vicomte Waverley.